# Ángel Luis Piñel
Ángel Luis Piñel Blanco (Fuentes de Oñoro, Salamanca, España, 2 de diciembre de 1948) es un exfutbolista español que jugaba como defensa.

## Trayectoria
Comenzó su carrera en 1967 jugando en la U. D. Las Palmas. En 1970 se pasó a las filas del Elche C. F., donde pasó una temporada hasta que fichó por el C. E. Sabadell F. C. En 1972 se fue al Córdoba C. F., club que dejó al año siguiente para incorporarse al Real Sporting de Gijón.

## Clubes
| Club                    | País   | Año       |
| ----------------------- | ------ | --------- |
| U. D. Las Palmas        | España | 1967-1968 |
| Club Atlético de Madrid | España | 1970      |
| Elche C. F.             | España | 1970-1971 |
| C. E. Sabadell F. C.    | España | 1971-1972 |
| Club Atlético de Madrid | España | 1972      |
| Córdoba C. F.           | España | 1972-1973 |
| Real Sporting de Gijón  | España | 1973-1977 |
| A. D. Torrejón          | España | 1977-1981 |